# Tiahuanaco (poblado)
Tiahuanaco, Tiahuanacu o Tiwanaku, es un pequeño poblado y un municipio de Bolivia, ubicado en el Altiplano andino en la margen oriental del río Tiwanaku, a 15 km al sudeste del lago Titicaca y a 76 km de la ciudad de La Paz. Administrativamente forma parte de la provincia de Ingavi en el departamento de La Paz.
Posee unos 1000 habitantes, en su mayoría pertenecientes a la etnia aymará. Se dedican a la agricultura (papa, cebada, tarwi, oca, quinua), y a la cría de ganado vacuno y lanar.
La plaza central de Tiahuanaco, a la que se ingresa por cuatro arcos en las esquinas, es la única plaza cerrada que aún subsiste en el territorio del antiguo Virreinato del Perú. 
En el lado este de la plaza está la iglesia de San Pedro, de principios del siglo XVII, construida con sillares tomados del yacimiento arqueológico aledaño. En 1945, este templo católico fue declarado Monumento Nacional.
En las afueras del pueblo se encuentran las ruinas de la ciudad prehispánica de Tiahuanaco.

## Demografía
De acuerdo con el censo boliviano de 2024, la población del municipio de Tiahuanaco es de 13 568 habitantes.
La población del municipio aumentó un tercio entre 1992 y 2024, mientras que la población de la localidad ha aumentado en aproximadamente dos tercios entre 1992 y 2012:
| Año  | Habitantes (municipio) | Habitantes (localidad) | Fuente |
| ---- | ---------------------- | ---------------------- | ------ |
| 1992 | 9.477                  | 510                    | Censo  |
| 2001 | 11.309                 | 747                    | Censo  |
| 2012 | 12.189                 | 860                    | Censo  |
| 2024 | 13.568                 |                        | Censo  |

## Transporte
Tiahuanaco se encuentra a 76 kilómetros por carretera al oeste de La Paz, sede de gobierno de Bolivia.
Desde La Paz, la carretera nacional pavimentada Ruta 2 conduce trece kilómetros hasta El Alto, y desde allí la Ruta 1 otros 80 km al oeste hasta Guaqui. 18 km antes de Guaqui, un camino lateral se bifurca hacia el norte y conduce a Tiahuanaco, a dos kilómetros del camino principal.